# Leyland Titan (B15)
Der Leyland Titan (B15) war ein Doppeldeckerbus in selbsttragender Bauart für den Linksverkehr von Leyland Motors und wurde von 1978 bis 1984 hauptsächlich für London Transport produziert.

## Entwicklungsgeschichte
Der Titan wurde 1973 erstmals als Projekt B15 konzipiert und sollte ursprünglich als Ersatz sowohl für den Leyland Atlantean als auch für den Bristol VRT entwickelt werden. Nachdem der Leyland National, ein selbsttragender Eindeckerbus, erfolgreich verkauft werden konnte, beschloss Leyland wegen der Sparzwänge durch die British Leyland Motor Corporation (BLMC) keine neue eigenes Plattform zu entwickeln, sondern für die Konstruktion das des National als Basis zu verwenden. Dadurch wären viele vorhandene mechanische Komponenten verwendbar gewesen und zudem der Einstieg niedriger als bei früheren Doppeldeckerbussen. Bei den Karosseriebauunternehmen verursachte die Abkehr von der bisher üblichen Body-on-Chassis-Bauweise Besorgnis über die Stabilität. Gespräche mit den beiden größten britischen Busaufbauherstellern Walter Alexander Coachbuilders und Northern Counties Motor und Engineering Company über mögliche Busaufbauten führten zu keinem Ergebnis.
Leyland sah London Transport (LT) als wichtigen Markt für das neue Modell, so dass die Spezifikation stark durch LT-Vorgaben beeinflusst wurde, die wiederum von deren Problemen mit zuvor gelieferten Daimler/Leyland-Fleetline-Doppeldeckerbussen geprägt waren. Zwischen 1975 und 1977 wurden fünf Prototypen (B15.01–B15.05) gebaut, wovon zwei bei der London Transport Executive (LTE) im Probebetrieb auf den Stadtbuslinien 24 und 16 liefen.
Der Bus war in der Serienausführung 9,56 Meter lang und 2,5 Meter breit bei einer Höhe von 4,4 Metern. Dabei war ein möglichst kleiner Wendekreis und eine niedrige Fußbodenhöhe gegeben. Auf dem Leiterrahmen war der genietete Aufbau aus einer Aluminiumlegierung befestigt, ähnlich wie beim Leyland National. Möglich waren Ausführungen mit Doppeltüren vorn und in der Mitte (London) als auch nur vorn und verschiedene Optionen für den Einbauort der Treppe zum Oberdeck (direkt hinter dem Fahrerplatz oder mehr zur Mitte hin). Die Räder waren vorn einzeln aufgehängt, hinten gab es eine umgedrehte Portalachse mit Luftfederung. Die Bremsen wurden standardmäßig hydraulisch betätigt.
Der im Heck untergebrachte Dieselmotor der Prototypen war noch eine Version der Leyland-500-Serie mit Abgasturbolader und 170 bhp (127 kW), die damals noch wegen Problemen mit dem festen Zylinderkopf nicht als zuverlässig galt. Bei der Serienproduktion wurden daher andere Motoren verwendet, zunächst der Gardner 6LXB, später dann der Leyland TL11. Reading erhielt eine Reihe der Regionalbus-Ausführung mit Gardner 6LXCT Motor. Der Motor wurde quer stehend im Heck untergebracht, wobei der Kühler getrennt in einem Fach rechts über dem Motor platziert war. Dies führte zu einer ungewöhnlichen Anordnung der relativ kleinen, fast quadratischen Heckscheibe im Unterdeck. Ein weiteres Unterscheidungsmerkmal zum Ende der 1970er Jahre konstruierten Leyland Olympian (Doppeldeckerbus mit Chassis) ist die größere Höhe der Seitenfenster im Unterdeck im Vergleich zu denen im Oberdeck.

## Serienproduktion 1978–1984

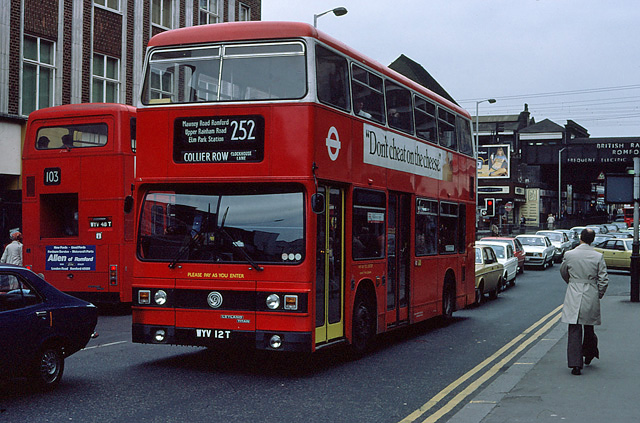
Zwei Titans in London-Romford

Der Name „Titan“ wurde bereits von 1927 (TD1) bis 1942 (TD7) bzw. 1969 (PD3) für eine erfolgreiche Doppeldeckerbus-Reihe Leyland Titan verwendet und auch wieder als Name für das neue Doppeldeckermodell gewählt.
Die Produktion des B15 wurde im Juni 1977 gestartet, zunächst sollten bei Park Royal Vehicles 100 Einheiten hergestellt werden. Danach sollte die Produktion zur inzwischen zum Leyland-Konzern gehörenden früheren AEC-Fabrik in Southall verlagert werden. Dies führte zu Schwierigkeiten im Leyland-eigenen Unternehmen Park Royal, wo 200 qualifizierte Arbeiter wegen der ungewissen Zukunft das Werk bestreikten. Dadurch begann die Produktion sehr schleppend, das erste Fahrzeug wurde erst im August 1978 an LT geliefert. Die Produktion wurde dann doch nicht nach Southall verlagert, da Leyland im Oktober 1978 beschloss, wegen der Schwierigkeiten im BLMC-Konzern das Werk zu schließen und die Titan-Produktion bei Park Royal zu belassen. Die langsame Produktion setzte sich weiter fort, was die Stornierung einer Reihe von bestehenden Aufträgen nach sich zog. Leyland versuchte mit angelernten Arbeitern die fortgegangenen Fachkräfte zu ersetzen. Schließlich beschloss Leyland im Oktober 1979, das Park-Royal-Werk im Mai 1980 zu schließen. Sobald diese Entscheidung getroffen war und ein Produktivitäts-bezogener Sozialplan ausgehandelt war, erhöhte sich die Produktion erheblich. Während Park Royal 14 Monate gebraucht hatte um die ersten hundert Fahrzeuge zu bauen, dauerte es nur weitere sieben Monate um ein weiteres Kontingent von 150 zu bauen.
Wegen der gleichen Probleme mit fehlenden Facharbeitern bei ECW in Lowestoft, dort die Produktion fortzusetzen, wurde schließlich beschlossen, dass die Produktion in einer erweiterten Anlage im wieder in Betrieb genommenen Werk in Workington, wo auch der Leyland National gebaut wurde, fortzusetzen. Es dauerte fast ein Jahr, bis die Anlage erweitert und die Fertigungsanlagen von Park Royal übertragen und installiert waren und die Produktion wieder aufgenommen werden konnte. Die anhaltenden Verzögerungen verursachte den Verlust von weiteren Bestellungen.

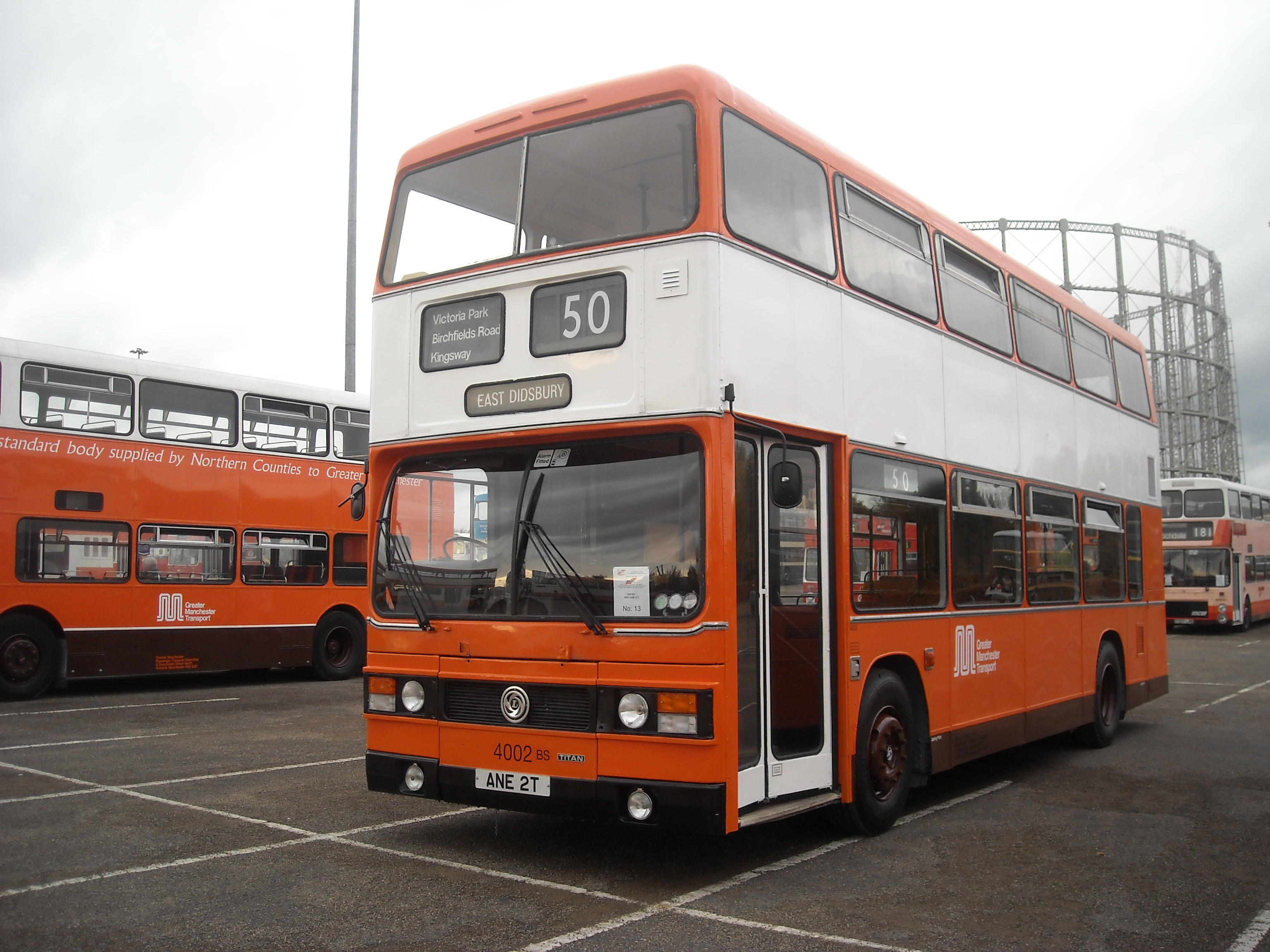
Eines von 15 Exemplaren für Greater Manchester PTE

Außer den Produktionsschwierigkeiten waren spezielle Titan-Spezifikationen, die durch London Transport beeinflusst waren, bei anderen kommunalen Busunternehmen unbeliebt und standen einem Verkaufserfolg außerhalb Londons entgegen. Dies war außer den Hydraulik-Bremsen vor allem, dass keine andere, zumeist lokal auf das jeweilige Busunternehmen maßgeschneiderte, Karosserie aufgebaut werden konnte. So erwarb Greater Manchester PTE nur 15 statt der ursprünglich bestellten 190, die später an andere Betreiber wie Wrights of Wrexham und South Midland verkauft wurden, sowie West Midlands PTE nur fünf statt 80, die später von London Transport übernommen wurden. Weitere Kunden waren die nicht kommunal gebundenen Unternehmen Lesen Transport, die zwei Park-Royal-Titans – mit erhöhtem Dach, Sitzen mit Stoffbezug und ohne Stehplatzbereich für Überlandtouren – ebenso wie Workington zehn Park-Royal-Titans erwarben.
Ein Titan B15 Probebus wurde nach Hongkong exportiert und von China Motor Bus als TC1 (CD1213) betrieben. Eine Langversion (3 Exemplare) wurde für diesen Kunden geplant, aber als Folge der Schwierigkeiten bei Park Royal zwei Bestellungen storniert und ein Leyland Victory Mk 2 stattdessen erworben. Ein überarbeitetes und verbessertes Modell wurde 1982 den Busunternehmen vorgestellt, konnte aber keine weiteren Aufträge erzielen. Die Unternehmen bevorzugten die Flexibilität und niedrigeren Kosten des Leyland Olympian und das Exemplar wurde schließlich an das schottische Unternehmen Ian Glass of Haddington verkauft.
Die Aufträge für neue Doppeldeckbusse von London Transport teilten sich Leyland mit dem Titan und Metro Cammell Weymann mit dem MCW Metrobus, die Produktion des Titan nur für LT wäre jedoch unwirtschaftlich gewesen. Bis Dezember 1981 waren erst 370 Titans nach London geliefert worden (zum Vergleich: zu diesem Zeitpunkt waren bereits 700 Metrobusse im Bestand). Leyland machte daher Druck auf London, die Titan-Aufträge zu erhöhen. Als Ergebnis erhielt Leyland die gesamten Bestellungen für 1982 von 275 Fahrzeugen. Dies führte zu Entlassungen bei Metro Cammell Weymann (MCW). Auch 1983 wurde Leyland begünstigt mit 210 Titan-Exemplaren gegenüber 150 Metrobussen. Nachdem eine weitere Charge von 240 Exemplaren für 1984 bestellt war, wurde beschlossen, die Produktion des Titans nach dieser Auftragserfüllung zu beenden. Der letzte Titan wurde im November 1984 als Wagen Nr. T1125 in Betrieb genommen.